# Vetenskapsåret 1854

## Händelser
- Louis Pasteur börjar på önskemål från bryggerinäringen att studera jäsningsprocessen - fermentation.

### Matematik
- Okänt datum -  George Booles verk på algebraic logic, An Investigation of the Laws of Thought on Which are Founded the Mathematical Theories of Logic and Probabilities, publiceras i London.[1]

### Mikrobiologi
- Okänt datum - Filippo Pacini, italiensk anatom, upptäcker den bakterie som förorsakar kolera - (Vibrio cholerae). [2]

## Pristagare
- Copleymedaljen: Johannes Peter Müller, tysk fysiolog, anatom och biolog.
- Rumfordmedaljen: Neil Arnott, brittisk läkare.
- Wollastonmedaljen: Richard John Griffith, irländsk geolog. [3]

## Födda
- 15 mars – Emil Adolf von Behring (död 1917), tysk läkare och bakteriolog, Nobelpristagare.
- 29 april - Henri Poincaré (död 1912), fransk matematiker, fysiker, och vetenskapsteoretiker.
- 13 maj – Yves Delage (död 1920), fransk zoolog.
- 13 juni - Charles Algernon Parsons (död 1931), engelsk uppfinnare.
- 12 juli - George Eastman (död 1932), amerikansk uppfinnare.
- 18 oktober - Salomon August Andrée (död 1897), svensk uppfinnare och ballongflygare.

## Avlidna
- 6 juli - Georg Ohm (född 1789). tysk fysiker.

### Fotnoter
1. ↑  Williams, Hywel (2005). Cassell's Chronology of World History. London: Weidenfeld & Nicolson. ISBN 0-304-35730-8
2. ↑  Frerichs, Ralph R. (5 augusti 2001). ”Who first discovered Vibrio cholera?”. UCLA School of Public Health. http://www.ph.ucla.edu/EPI/snow/firstdiscoveredcholera.html. Pacini's 1854 publication was titled "Osservazioni microscopiche e deduzioni patologiche sul cholera asiático" ("Microscopical observations and pathological deductions on cholera").
3. ↑  ”Geological Society”. Arkiverad från originalet den 5 juni 2011. https://web.archive.org/web/20110605102217/http://www.geolsoc.org.uk/gsl/society/history/page750.html. Läst 13 april 2011.